# Martinho de Mendonça de Pina e Proença
Martinho de Mendonça de Pina e Proença (1693-1743) foi um fidalgo português da Casa Real, que esteve em Minas Gerais entre 1734 e 1737, a serviço de D. João V. 
Em Portugal, Martinho de Mendonça é tido como um pioneiro nas discussões sobre educação; na historiografia mineira, é quase um incógnito, lembrado apenas como o funcionário que implantou o sistema de capitação, em 1735, ou como aquele que combateu os motins de 1736. Porém, vir para a América foi mais um passo em sua carreira iniciada como bibliotecário da Real Biblioteca, em Lisboa.

## Biografia
Nasceu na Quinta do Pombo, nos arredores da cidade de Guarda (Beira Alta), onde foi batizado em 9 de novembro de 1693. O início da sua formação intelectual se deu na Escola de Artes em Coimbra, curso que não concluiu. Em sua família, havia a tradição dos estudos científicos, uma vez que seu avô Leonis de Pina e Mendonça dedicara-se aos estudos da matemática, da cosmografia e da teoria musical. Em sua residência havia uma pequena biblioteca, onde o menino Martinho passava longas horas, adquirindo erudição e aprendendo a ler em várias línguas.
Seus primeiros passos rumo à corte foram dados ao engajar-se no grupo de militares portugueses liderados pelo general Tomás da Silva Teles, filho segundo do Marquês de Alegrete, que seguiam para a Hungria, a fim de combater os turcos, atendendo à convocação do Papa. Após os feitos guerreiros, tornou-se professor de matemática do Infante D. Manuel, em cuja companhia visitou Paris. 
Ao voltar para Portugal, incorporou-se ao movimento das Academias setecentistas, inicialmente, como membro da Academia dos Anônimos; depois na Academia Portuguesa organizada pelo 4.º Conde de Ericeira; e, em seguida, na Academia Real de História Portuguesa, criada por D. João V em 08.12.1720, como um dos 50 sócios numerários. Para os participantes desta Academia apresentou, em 1733, um trabalho precursor da pesquisa arqueológica sob a luz de novos métodos, sobre sua região natal. 
Como muitos contemporâneos, Martinho de Mendonça participou do movimento inquisitorial como um Familiar Privilegiado do Santo Ofício, o que pode ser interpretado tanto como uma prática ligada ao excesso de zelo religioso da sua época, quanto como uma estratégia para obter prestígio e mostrar a pureza de seu sangue. 

### Na Corte de D. João V
Sua inserção na vida da corte deveu-se tanto à sua ligação com o Visconde de Vila Nova da Cerveira, Tomás da Silva Teles, seu amigo, compadre e companheiro de armas na Hungria, quanto à sua amizade com o Infante D. Manuel. Introduziu-se no círculo cortesão depois de uma entrevista com D. João V em 1719, que foi acompanhada pelos Marqueses de Abrantes e de Alegrete, pelo Conde da Ericeira, pelos padres Gonzaga e Oliveira e por Alexandre de Gusmão. Nessa entrevista, intermediada por Tomás da Silva Teles, Martinho de Mendonça passou por uma longa arguição, quando lhe perguntaram sobre vários pontos de gramática, filosofia, história, geográfica e matemática. 
A partir de então, seu vasto conhecimento e seus talentos passaram a ser reconhecidos na Corte e nos meios cultos de Lisboa. Ainda na década de 1720, convidado por D. João V, Martinho exerceu o cargo de bibliotecário da Real Biblioteca, importante cargo que lhe permitia conviver com os homens mais eruditos e poderosos da Corte portuguesa. Entre 1726-29, participou da missão diplomática enviada a Madri, para as negociações dos casamentos entre os príncipes dos dois reinos.

### Passagem por Minas Gerais
O momento em que foi convocado para vir ao Brasil e, mais especificamente para as Minas, em finais de 1733, assinalava a época em que a Coroa tinha conseguido organizar o aparato administrativo naquela capitania, mas que ainda não obtinha uma forma de arrecadação ideal dos tributos oriundos da mineração. É o momento também em que se estava decidindo em Lisboa o que fazer com as minas de diamantes recentemente descobertas. Assim, Martinho de Mendonça veio comissionado para implantar uma nova forma de recolhimento do quinto – a capitação – e regularizar a extração dos diamantes, com a demarcação do Distrito Diamantino. 
Chegou a América Portuguesa no dia 09 de janeiro de 1734, acompanhado de muitos juristas e funcionários. Todos vieram com a missão de reorganizar a administração do fisco nas regiões mineradoras de Minas Gerais, Goiás, Mato Grosso, São Paulo e Bahia. Para tanto, nas vilas cabeças de Comarcas, foram criadas as Intendências sob a responsabilidade de um alargado corpo burocrático.  
A disputa da Colônia do Sacramento por Portugal e Espanha levou Martinho de Mendonça a ocupar interinamente o cargo de governador de Minas Gerais (1736-1737), em lugar do Capitão-General Gomes Freire de Andrade, destacado para organizar a infra-estrutura da contenda na porção sul. Durante o exercício interino do governo, Martinho de Mendonça teve que enfrentar um grande motim nos sertões do Rio São Francisco.

### Retorno a Lisboa
Por esse serviço na América, Martinho de Mendonça foi recompensado já em 1735 com o título de Fidalgo da Casa Real. Ao retornar para Lisboa em janeiro de 1738, recebeu o cargo de membro do Conselho Ultramarino e, posteriormente, o de Guarda-Mor da Torre do Tombo. Seu filho João de Mendonça de Pina de Proença, também foi agraciado com o título de Moço Fidalgo.
Em dezembro de 1737, com o fim das hostilidades no sul e o retorno de Gomes Freire de Andrada ao governo de Minas Gerais, Martinho de Mendonça inicia sua viagem de retorno a Lisboa, onde chega nos meados de 1738. Faleceu em 1743, com 50 anos e após longa enfermidade. Foi sepultado na Quinta do Pombo, onde nasceu, na freguesia de S. Vicente, da cidade da Guarda.

## Atividades Intelectuais
Sua intensa atividade intelectual ficou registrada nos trabalhos que publicou, tais como a "Colecção de Documentos e Memórias da Academia de História", o "Discurso Filológico Crítico contra Feijó" [1727], o prefácio do livro "Historiologia Médica", do médico Rodrigues de Abreu; e os seus famosos "Apontamentos para a educação de um menino nobre" (1734), obra sugestiva da educação portuguesa. Além disso, Martinho de Mendonça foi um dos governadores mineiros que mais produziu documentação, de onde se destaca a vasta correspondência, da qual grande parte foi publicada pela Revista do Arquivo Público Mineiro.
O conjunto documental mais conhecido é o que contém o relato dos acontecimentos ligados ao motim de 1736 e que está no “dossiê” “Motins do sertão e outras ocorrências em Minas Geraes durante o governo interino de Martinho de Mendonça de Pina e de Proença, conforme a correspondência deste com o governo da metrópole” publicado na Revista do Arquivo Público Mineiro em 1896.